# Đula Mešter
Mester Gyula, szerb alakban latin betűkkel Đula Mešter, cirill betűkkel Ђула Мештер (Szabadka, 1972. április 2. vagy 1972. április 3. –) vajdasági magyar származású jugoszláv, majd szerb röplabdázó, 
gépészmérnök, mérnök-informatikus. Minden idők egyik legjobb magyar származású röplabdázója. 
Édesanyja Mester Gizella, édesapja dr. Mester Gyula egyetemi tanár.
Az 1996-os atlantai olimpián bronzérmes, a 2000-es sydney-i olimpián aranyérmes. Több mint 200 alkalommal volt a jugoszláv válogatott tagja.